# I giovani uccidono
I giovani uccidono (The Blue Lamp) è un film del 1950 diretto da Basil Dearden.

## Trama
Due giovani incensurati e appartenenti a buone famiglie sono in realtà abili ladruncoli. Una sera sono scoperti in flagrante da un poliziotto che sono costretti a uccidere; tentano in ogni modo di coprire il delitto, ma uno dei due muore in un incidente d'auto e l'altro viene arrestato

## Riconoscimenti
- 1951 - British Academy of Film and Television Arts
  - Miglior film britannico